# Valsa kunzei
Valsa kunzei är en svampart som beskrevs av Nitschke 1849. Valsa kunzei ingår i släktet Valsa och familjen Valsaceae.   Inga underarter finns listade i Catalogue of Life.